# Bellisime-Gletscher
Der Bellisime-Gletscher ist ein 6 km langer Gletscher auf der Thurston-Insel vor der Küste des westantarktischen Ellsworthlands. Er fließt östlich des Myers-Gletschers in südlicher Richtung zum Abbot-Schelfeis im Peacock-Sund.
Das Advisory Committee on Antarctic Names benannte ihn nach Lynda Bess Bellisime (* 1943), die als Teammitglied des United States Geological Survey in den 1990er Jahren an der Erstellung hochauflösenden Kartenmaterials aus AVHRR-Vermessungen und anhand von Landsat-Satellitenaufnahmen der Siple-Küste beteiligt war.